# 한국호텔관광실용전문학교
한국호텔관광실용전문학교(韓國호텔觀光實用專門學校)는 대한민국 경기도 안산시에 위치한 대한민국의 직업전문학교다. 국문 약칭으로 한호전이 쓰인다.

## 연혁
- 1989년:
  - 한국호텔관광교육재단 법인 설립
  - 스위스호텔관광대학 자매결연
- 2004년
  - 한국멀티캠퍼스 원격교육원 설립
- 2008년
  - 중국제남대학교 2+2 학위연계
  - 캐나다 CCEL 자매결연
- 2012년
  - NISA(North Shore International Academy) MOU 체결
  - 스위스 Business and Hotel Management School 자매결연
  - 미국 Travel University International 자매결연
  - 아일랜드 DIT대학 자매결연
  - 뉴질랜드 엘링턴국립대학 자매결연
  - 북경과학기술대 자매결연
- 2017년
  - South Seattle College(SSC), USA
- 2018년
  - 중국 글로벌 캠퍼스 개교(제남대학교)
  - 미국 LA글로벌 캠퍼스 개교(OVERSEAS KOREAN HOTEL ASSOCIATION)(
  - 해외한인호텔협회
  - 한국호텔전문경영인협회

## 교육편제
다음은 2019년 기준 한국호텔관광실용전문학교의 교육 과정 일람이다.
호텔·관광·외식분야를 실무중심으로 교육하며, 2년제 전문학사 및 4년제 학사학위 취득이 가능하다.
대부분 호텔에서 입사 조건으로 2년제 전문대학 졸업자를 채용하지만 식음료부서의 경우는 전문대가 아닌 전문학교를 졸업 후 입사하는 경우도 많다
최근 엠블던호텔 경영을 통해 실제 호텔내 실무실습 및 산학실습을 병행하며, 호텔 객실 일부를 재학생 기숙사로 사용한다.
| 호텔외식조리                                           | 호텔제과제빵                                         | 호텔관광경영                                                                                     |
| ------------------------------------------------------ | ---------------------------------------------------- | ------------------------------------------------------------------------------------------------ |
| - 호텔외식조리과정 - 국제중식조리과정 - 호텔조리과정   | - 호텔베이커리&카페경영과정 - 호텔제과제빵과정       | - 국제호텔관광경영과정 - 호텔경영과정 - 호텔카지노딜러과정 - 호텔관광통역과정 - 국제의료관광과정 |
| 호텔바리스타&소믈리에                                  | 국제항공서비스                                       | 식공간연출                                                                                       |
| - 커피바리스타과정 - 와인소믈리에과정 - 호텔바텐더과정 | - 항공승무원과정 - 지상직승무원과정 - 공항서비스과정 | - 푸드스타일리스트과정 - 파티플래너과정 - 컨벤션웨딩플래너과정                                   |